# Notomulciber ochraceomaculatus
Notomulciber ochraceomaculatus là một loài bọ cánh cứng trong họ Cerambycidae.